# ツィンメルベルクベーストンネル
ツィンメルベルクベーストンネル（Zimmerberg-Basistunnel）は、スイスの鉄道トンネルである。

## 概要
全長20kmのトンネルは2つの区間からなり、ステージ1、あるいはZBT1と呼ばれる最初の9.4kmはチューリッヒ（Zürich）とタルヴィル（Thalwil）を結んでいる。これはバーン2000計画の一環として建設されたもので、既に利用開始されている。ステージ2、あるいはZBT2と呼ばれる残りの区間はアルプトランジット計画の一環として計画されているもので、タルヴィルからツーク（Zug）北方のリッティ（Litti）までを結ぶ。ニーデルバット（Nidelbad）の分岐点は既に建設されている。ステージ2の完成後もタルヴィルへの分岐線はクール（Chur）への列車が利用する予定である。
チューリッヒ - タルヴィル間は、フランケントンネル（Flankentunnel）、あるいはツィンメルベルクトンネル（Zimmerbergtunnel）とも呼ばれる、1897年に完成したホルゲン・オーベルドルフ（Horgen Oberdorf）とジールブラッグ（Sihlbrugg）を結ぶ単線トンネルへと繋がっている。長距離列車のチューリッヒ中央駅とタルヴィル間の所要時間は新トンネルにより2～3分ほど短縮される。また新トンネルにより増強される線路容量を利用して、旧トンネルを経由するSバーンの増発が可能となる。
2006年に予定されていたステージ2の開始は、財政上の問題から延期された。連邦参事会はアルプトランジット計画関連の財務を再度点検する必要があると考えているが、チューリッヒ州とツーク州の代表はステージ2の推進を強く要求している。これはミラノ（Milano）までの所要時間が3時間となって、バーン2000計画上の最適ダイヤとなるからである。

## ステージ1の建設
トンネル建設の主要区間はトンネルボーリングマシンによって実施された。残土は鉄道によって搬出された。トンネルは160km/h走行を想定して建設され、2箇所の渡り線を備えている。チューリッヒ - ヴィーディコン（Wiedikon）間の掘削は、地表との間隔が数メートルしかなく、地下水が原因の軟弱地盤により難工事となった。

## 事故
2006年4月11日、トンネルを通過中のチザルピーノ列車が推進装置の欠陥により立ち往生した。事故は大したものではなく、乗客は安全に非常脱出口から外に出ることができた。